# 多點真蜥燈魚
多點真蜥燈魚（学名：Scopelopsis multipunctatus）为輻鰭魚綱燈籠魚目灯笼鱼科的其中一種。分布於南半球亞熱帶海域，為深海魚類，棲息深度3-2000公尺，體長可達8.1公分。